# باول والش
باول والش (بالإنجليزية: Paul Walsh)‏ (1 أكتوبر 1962 في المملكة المتحدة - ) هو لاعب كرة قدم بريطاني في مركز الهجوم. شارك مع منتخب إنجلترا تحت 21 سنة لكرة القدم ومنتخب إنجلترا لكرة القدم. أما مع النوادي، فقد لعب مع تشارلتون أثلتيك وتوتنهام هوتسبير وكوينز بارك رينجرز ومانشستر سيتي ونادي بورتسموث ونادي لوتون تاون ونادي ليفربول.

## وصلات خارجية
- باول والش على موقع الاتحاد الأوربي (الإنجليزية)
- باول والش على موقع قاعدة بيانات كرة القدم.إي يو (الإنجليزية)
- باول والش على موقع ناشيونال فوتبول تيمز (الإنجليزية)
- باول والش على موقع Soccerbase.com (لاعب) (الإنجليزية)
- باول والش على موقع عالم كرة القدم.نت (الإنجليزية)